# Błyszczotkowate
Błyszczotkowate (Cochlicopidae) – monotypowa rodzina lądowych ślimaków trzonkoocznych (Stylommatophora). Występują w leśnych i otwartych siedliskach w Ameryce Północnej i Palearktyce (głównie zachodniej, ale także w Chinach i Japonii); jeden gatunek (Cochlicopa thalassina) występuje w Erytrei. W Polsce występują 3 gatunki. Czwarty gatunek podawany z terenu Polski (Cochlicopa repentina) jest obecnie uznawany za synonim Cochlicopa lubrica.
Muszla jajowato-wrzecionowata, gładka i błyszcząca, z wąskim i jajowatym otworem.

## Systematyka
W obrębie rodziny wyróżnia się obecnie jeden rodzaj – Cochlicopa A. Férussac, 1821, który obejmuje następujące współczesne gatunki:
- Cochlicopa davidis (Ancey, 1882)
- Cochlicopa hachijoensis Pilsbry, 1902
- Cochlicopa lubrica (O.F. Müller, 1774) – błyszczotka połyskliwa[5]
- Cochlicopa lubricella (Porro, 1838) – błyszczotka mała[5]
- Cochlicopa morseana (W. Doherty, 1878)
- Cochlicopa nitens (M. von Gallenstein, 1848) – błyszczotka lśniąca[5]
- Cochlicopa potanini Starobogatov, 1996
- Cochlicopa sinensis (Heude, 1890)
- Cochlicopa thalassina (Jousseaume, 1890)

oraz gatunki wymarłe, znane tylko ze szczątków kopalnych:
- Cochlicopa allixi (Cossmann, 1907) †
- Cochlicopa aurelianensis (Deshayes, 1863) †
- Cochlicopa brevis (Michaud, 1862) †
- Cochlicopa dormitzeri (Reuss, 1849) †
- Cochlicopa fassabortoloi Harzhauser, Neubauer & Esu, 2015 †
- Cochlicopa formicina (F. Sandberger, 1871) †
- Cochlicopa headonensis R.B. Newton & G.F. Harris, 1894 †
- Cochlicopa laevissima (Michaud, 1862) †
- Cochlicopa macrostoma (O. Boettger, 1875) †
- Cochlicopa milleri Wenz, 1919 †
- Cochlicopa procera Gottschick, 1920 †
- Cochlicopa splendens (A. Braun, 1851) †
- Cochlicopa subcylindroides (Paladilhe, 1873) †

Włączana do błyszczotkowatych podrodzina Azecinae od 2017 roku ma status osobnej rodziny (Azecidae).